# Кривая титрования

Кривая титрования кислоты щёлочью как зависимость pH раствора от объёма добавленной щёлочи. Красной линией обозначено точку эквивалентности

Крива́я титрова́ния — графическое изображение зависимости определяемой в ходе титрования величины от объёма добавленного стандартного раствора титранта. Построение кривых проводится в инструментальных методах аналитической химии, где отсутствует возможность визуального определения точки эквивалентности (например, по индикатору). Кривые титрования помогают выбрать индикатор, оценить погрешность, наглядно проследить за ходом титрования.

## Построение
Ординатой (осью Y) в графике зависимости является параметр, который фиксируется (pH, напряжение, температура раствора и так далее), а абсциссой (независимой переменной, осью X) — количество добавленного титранта. Иногда абсциссой выступает степень оттитрованности (обозначается τ или f) — соотношение количества вещества титранта к количеству определяемого вещества. Это показатель может использоваться или в виде абсолютного значения, или же в процентах.
Если по оси ординат откладывать концентрацию или физико-химический параметр, пропорциональный концентрации, получаются линейные кривые титрования.
Если в ходе титрования фиксированные значения меняются на несколько порядков, для удобства применяют построение логарифмических зависимостей — величину A на оси Y представляют в виде -lg A (аналогично pH, который является логарифмом -lg[H+]) или величины, пропорциональной этому логарифму. Логарифмические кривые характерны для кислотно-основных и окислительно-восстановительных титрований.
Кривая титрования называется монологарифмической, если по оси ординат отложен логарифм концентрации титруемого вещества [А] или титранта [T] (в том случае, если продукты реакции титрования практически не влияют на равновесные концентрации [A] или [T]: титрование сильной кислоты сильным основанием, осадительное, комплексонометрическое титрование). Кривая титрования называется билогарифмической, если по оси ординат отложен логарифм отношения концентраций или пропорциональная ему величина (в том случае, если продукты реакции каким-то образом влияют на [A] или [T] и при расчете [A] необходимо учитывать равновесные концентрации продуктов: титрование слабых кислот (оснований), окислительно-восстановительное титрование).

## Обработка данных

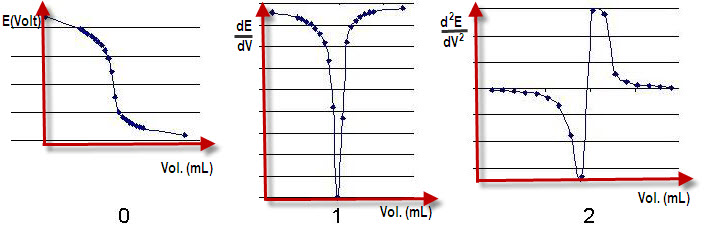
График потенциометрического титрования (0), его первая (1) и вторая (2) производные

Важным свойством кривой титрования является неравномерность изменения определяемой величины в ходе анализа. Крутизна кривой является мерой чувствительности и точности титрования. Сначала величина меняется незначительным образом, формируя пологую часть кривой. По мере приближения к точке эквивалентности изменения становятся более резкими (не редкостью являются моментальные, скачкообразные изменения), а после прохождения точки они уменьшаются и формируют вторую пологую часть кривой (аналогично могут происходить второй, третий скачки — в случае титрования многоосновных кислот). Именно на основе этих изменений при помощи математической обработки осуществляется определение точки эквивалентности — обычно её рассчитывают как:
- первую производную от функции кривой — абсцисса пикового значения будет соответствовать объёму добавленного титранта;
- вторую производную от функции кривой — объём титранта является абсциссой в месте пересечения производной оси X (Y=0). Расчёт по второй производной предоставляет более точные результаты.